# 小田ひで次
小田 ひで次（おだ ひでじ、1962年 - ）は、日本の漫画家。岩手県八幡平市出身。ストイックで美しいファンタジーの名手と評価され、世界と人間のかかわりを追求する姿勢をもつ 。
宇都宮文星短期大学地域総合文化学科特任教授。

## 経歴
1991年『魚』でアフタヌーン四季賞を受賞後、1992年『拡散』でデビュー。
2000年に発表された『クーの世界』は前作『拡散』の鋭いタッチの線画から柔らかな絵柄へと作風が変わっており、さらに「続き夢の旅」「不思議な生き物たちの登場(イッポ、モノキビルなど)」といったファンタジー要素を採り入れ、より読者を意識した作品になっている。
2003年4月からミステリーボニータで連載された『ミヨリの森』では「ボクリコ」「ネゴ爺」など数多くの精霊が登場しており、前作『クーの世界』に観られたファンタジー要素は継承しつつ「身寄りのない少女の歪んだ心が、自然の中で再生されていく」といった、これまでの作品に観られた哲学的・観念的世界から写実的な人間描写へと変わっている。作品のアイディアは当時親交のあった編集者からの「森を舞台にした作品を描きませんか？」という提案、そして風景の生命（いのち）を守る地域づくりネットワークとの出会いから生まれた。『ミヨリの森』は小田初の月刊連載となった。また青春アドベンチャーでラジオドラマ化、美術監督の山本二三によってアニメ化もされるなど、多くのメディアミックスへと拡散して行った。
2005年10月には『クーの世界』の続編となる『夢の空地』を発表、世界6ヶ国にて同時刊行された。『クーの世界』で描かれたファンタジー要素は抑えられており、作中では『拡散』に観られたような観念的、哲学的、普遍的テーマが展開されている。更には『拡散』に登場した羽の生えたキャラクターが再登場するなど、『拡散』と『クーの世界』のクロスオーバー的な作品となっている。
同年11月からはウェブマガジンMiChao!にて『平成マンガ家実存物語 おはようひで次くん!』を連載、2010年に単行本化された。虚実を織り交ぜた不思議なエッセイマンガとなっており、『クーの世界』執筆後〜『ミヨリの森』アニメ化までの作者の生活や苦悩、小田の原点などを窺い知ることができる。その後は絵本テイストの作品『手乗りマンモスのモウちゃん』、読み切り作品をまとめた同人誌『御遊戯』などを発表。2011年からは漫画を通して岩手県の魅力を発信する「いわてマンガプロジェクト」の一環である「コミックいわて」に参加。
また、2015年には日本発のプログレッシブ・ロック・バンドである「Yuka & Chronoship」3rdアルバム『The 3rd Planetary Chronicles（第三惑星年代記）』のブックレットデザイン、2018年には同バンド4thアルバム『SHIP』のブックレットデザインを手がける。
2023年1月30日現在、ウェブコミック配信サイト『コミックいわてWEB』にて「丘の上のアギョンとウンギョ」を連載中。

## 作品

### 単行本
- 拡散 全2巻（1995年 - 1998年、講談社/新装版 全2巻 2008年、エンターブレイン）
- クーの世界 全2巻（2000年、講談社）
  - 夢の空地（2005年、飛鳥新社）
  - クーの世界　新装版 全1巻（2008年、秋田書店）

- ミヨリの森（2004年、秋田書店）
  - ミヨリの森の四季（2007年、秋田書店）
  - 続ミヨリの森の四季（2008年、秋田書店）
- 手乗りマンモスのモウちゃん①（2009年、講談社）
- 平成マンガ家実存物語 おはようひで次くん! 全2巻（2010年、エンターブレイン）

### 読み切り
- 魚(アフタヌーン四季賞／第20回, 冬のコンテスト・佳作、1991年)→『拡散 新装版(下)』に収録
- 訪問(アフタヌーン四季賞／第22回, 夏のコンテスト・佳作、1992年) 『拡散 新装版(下)』に収録
- 大合作(アフタヌーン - 作画参加、1996年)
- 大合作2(アフタヌーン - 作画参加、2000年)
- きんぴら(アフタヌーン-2002年)

### ネット連載
- 平成マンガ家実存物語 おはようひで次くん!（講談社、MiChao!）
- 丘の上のアギョンとウンギョ 第1話〜第3話（コミックいわてWEB）

### アンソロジー／オムニバス
- コミック☆星新一 午後の恐竜 - 参加。
  - 夜の事件、箱 (2003年6月、秋田書店／文庫版「コミック星新一 ショートショート招待席 」2008年10月)
- コミックいわて - 参加。
  - ひで次くん山へ！(2011年1月、メディア・パル)
- 東日本ふるさと物語 - 参加。 
  - ひで次くんの箱舟 (2011年8月、徳間書店)
- コミックいわてっち - 参加。
  - はだかまいり(2015年)（コミックいわてWEB）
- コミックいわてぃー - 参加。
  - アギョンとウンギョ(2016年) （コミックいわてWEB）
- コミックいわて.ログ - 参加。
  - 丘の上のアギョンとウンギョ 第1話(2017年) (コミックいわてWEB）

### その他
- サイカチ物語 -序章- (NPO法人風景の生命(いのち)を守る地域づくりネットワークWeb、2001年)

- 小田ひで次個人誌版　御遊戯(タコシェオンラインショップ、2011年)
  - 『世界の外で』シリーズ5作品
  - 『おはようひで次くん！特別編』「ギャラリー＆カフェひで次館」

- 小田ひで次個人誌版　御遊戯2(タコシェオンラインショップ、2012年)
  - 「世界の外で　oyugi-Ⅸ」
  - 『おはようひで次くん！特別編』「ひで次くんの妄想と諦念」
  - 「OL魔女 山ノ内邦子 パイロット版」
  - 「世界の外で oyugi-extra story」

- 小田ひで次個人誌版　御遊戯3(タコシェオンラインショップ、2013年)
  - 「世界の外で　oyugi-XIII」
  - 「二十面相の娘 200X」
  - 「でじちゃんからのFAX　その1」
  - 「ひで次くん山へ！」
  - 「ひで次くんの箱舟」
  - 「でじちゃんからのFAX　その2」
  - 「ひで次くんの小商い」
  - 「世界の外で　oyugi extra story」

- アギョンとウンギョLINEスタンプ
- はだかまいり
- 丘の上のアギョンとウギョン